# マレイン酸ジエチル
マレイン酸ジエチル (Diethyl maleate) は、CAS登録番号 141-09-5 の有機化合物である。化学的には化学式 C8H12O4 で表されるマレイン酸のエステルである。無色の液体で、IUPAC名は diethyl (z)-but-2-enedioate である。

## 合成
マレイン酸ジエチルは、マレイン酸または無水マレイン酸をエタノールでエステル化することにより合成される
。

## 使用
この化合物の主な用途の 1つは、農薬 マラチオンの製造である。また、グルタチオンの化学的欠乏に医学的に使用されている。また、腎機能に関して広く研究されてきた。
その他の医療用途には、乳がんの治療およびポジトロン断層法によるモニタリングが含まれる。また、食品添加物としても用いられる。間接的な食品接触に対してアメリカ食品医薬品局に認可されている。 
有機合成化学の分野では、ディールスアルダー反応のジエノフィルとして用いられる。
ポリアスパラギン酸技術の発明により、この材料は別の用途も見出した。この技術では、アミンはマイケル付加反応を利用してマレイン酸ジアルキル（通常はマレイン酸ジエチル）と反応する。これらの製品は、コーティング、接着剤、シーラント、エラストマーで使用される。 